# Liniscus
Genre
Liniscus est un genre de nématodes de la famille des Capillariidae.

## Description
Chez le mâle, l'extrémité postérieure est dépourvue de palettes caudales contrairement à d'autres Capillariidae. La bourse membraneuse est petite et soutenue par deux courtes projections dorso-latérales arrondies. Le spicule est fin et long et sa gaine n'est pas épineuse. L'appendice vulvaire de la femelle est absent ou présent.

## Hôtes
Les espèces de ce genre parasitent la vessie et les reins de petits mammifères.

## Taxinomie

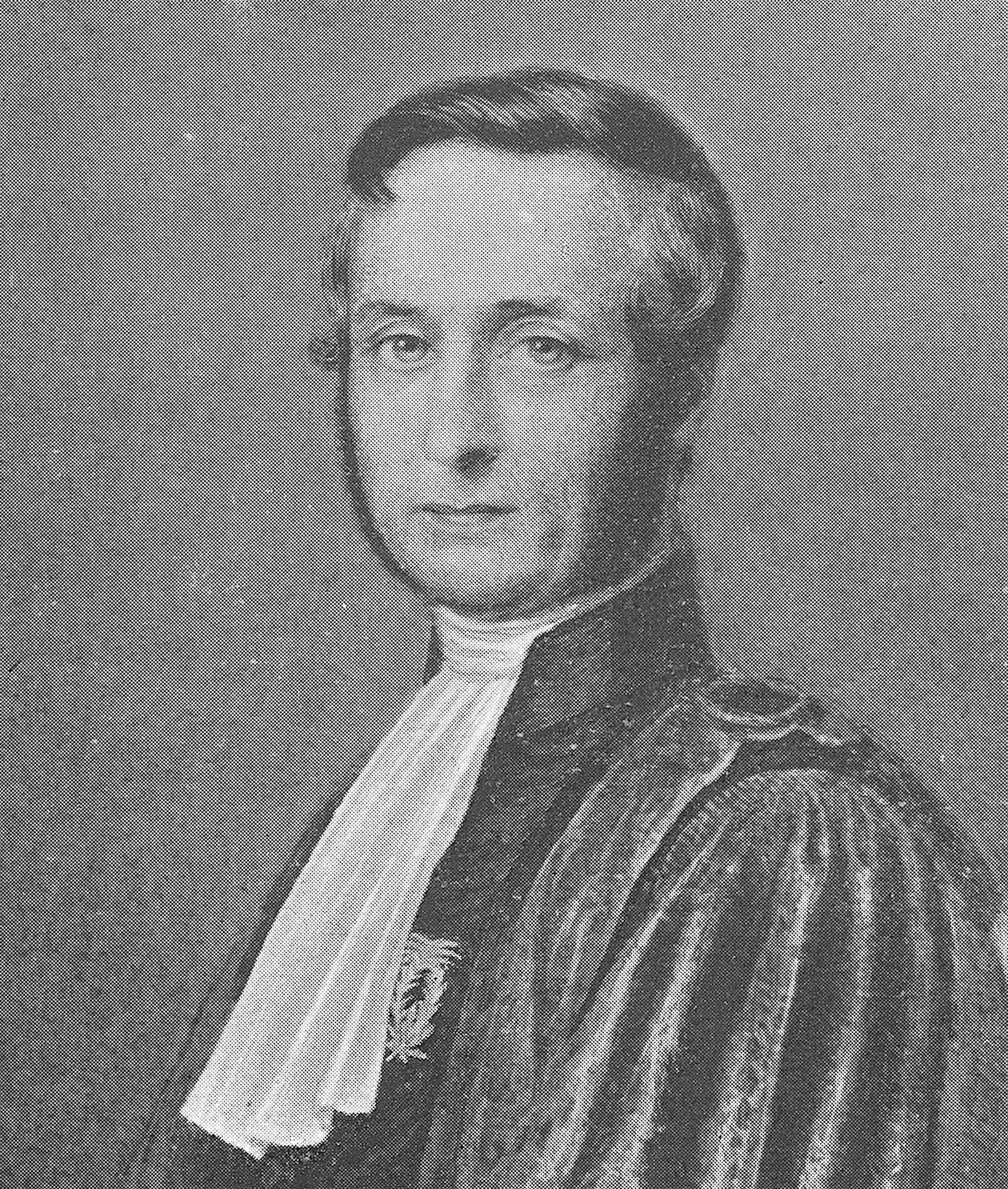
Félix Dujardin, créateur du genre Liniscus en 1845

Le genre est décrit en 1845 par le zoologiste français Félix Dujardin. Selon le parasitologiste tchèque František Moravec, qui révise la famille des Capillariidae en 1982, le genre Liniscus comprend les espèces suivantes :
- Liniscus capillaris (Linstow, 1882)[1]
- Liniscus himizu (Ohbayashi, Masegi & Kubota, 1972)[1]
- Liniscus incrassatus Diesing, 1851[1],[3],[4]
- Liniscus maseri (Rausch & Rausch, 1973)[1]
- Liniscus papillosus (Polonio, 1860)[1],[3]
- Liniscus reni (Shaldybin, 1968)[1]
- Liniscus sunci (Chen, 1937)[1]
- Liniscus urinicola (Soltys, 1952)[1]